# 馬懋才
馬懋才（16世紀—17世紀），字晴江，陝西延安府安塞縣馬家溝人，明朝政治人物。

## 生平
馬懋才是萬曆四十六年（1618年）的舉人，天啟五年（1625年）中進士，獲授行人，擢礼部主事，初差关外解赏，再差贵州典试，三差湖广颁诏，奔驰四载，往还数万余里。以禮部郎中升為西蜀參議，敢直言，為民請命。累升湖广兵备副使。崇禎元年（1628年）陝西大饑，餓殍枕藉。懋才奉命入陝調查，見故鄉吃人的慘景，於是將沿途見聞寫成《備陳大饑疏》，五月十八日上報災情。又曾治理四川、雲南等地區，平息苗漢紛爭。並開墾荒田，漢苗皆頌其德。免官後在長安居住，很快去世。清朝順治九年（1652年）奉祀鄉賢祠，有《嵐淙草》、《焚餘詩草》、《行人酒令》流傳。